# Сервилия Младшая
Сервилия Младшая (лат. Servilia Minor) — младшая сестра Сервилии, вторая жена Луция Лициния Лукулла.
Лукулл женился на ней после возвращения с Третьей Митридатовой войны и развода с первой женой Клодией. Сервилия родила ему сына Марка, но, как и её сестра, была неверна своему мужу. Лукулл некоторое время терпел поведение жены из-за её единоутробного брата Марка Порция Катона, но в конце концов развелся.
В начале гражданской войны в 49 году до н. э. Сервилия сопровождала Катона в Сицилию вместе со своим ребенком, а затем в римскую провинцию Азия. Катон оставил её около Родоса, чтобы присоединиться к армии Помпея.